# Telewizja Łużyce
Telewizja Łużyce – lubańska telewizja lokalna, która funkcjonowała w latach 1990–2019. Nadawała na terenach powiatów: bolesławieckiego, karkonoskiego, lubańskiego, lubińskiego, lwóweckiego, zgorzeleckiego i złotoryjskiego. TV Łużyce miała swoją siedzibę w Lubaniu. Stacja nadawała swój program z Chojnowa, Rząsina (gmina Gryfów Śląski) i Jeleniej Góry na kanale 38. Ostatnie odcinki wszystkich emitowanych pozycji telewizja umieszczała również na swojej stronie internetowej.
Stacja produkowała codzienny magazyn informacyjny z newsami z czterech powiatów oraz osiem programów cyklicznych, od historycznego, przez publicystykę po motoryzację.

## Historia[1]
Prace nad stworzeniem w Lubaniu lokalnej stacji rozpoczęły się w grudniu 1989 roku powołaniem Społecznego Komitetu Odbudowy Telewizji Lokalnej (SKOTL). Celem działalności komitetu była odbudowa istniejącego w mieście w 1959 roku przekaźnika telewizyjnego oraz rozpoczęcie nadawania przy jego użyciu programu lokalnego. Starania komitetu zostały uwieńczone sukcesem 1 marca 1990 roku, gdy rozpoczęto nadawanie własnego programu pod nazwą „Studio S”. Początkowo, premierowy blok dwugodzinny prezentowany był wyłącznie w niedziele, w środy zaś emitowano jego powtórki. W późniejszym okresie pozostałą część czasu antenowego wypełniała retransmisja sygnału Polonii 1.
2 grudnia 1994 roku Krajowa Rada Radiofonii i Telewizji wydała koncesję na nadawanie TV Lubań.
Od połowy lat dziewięćdziesiątych XX wieku do 2005 roku emitowany był program raz w tygodniu (niedziela o godzinie 14). W listopadzie 1997 roku ponownym prezesem stacji został Tadeusz Sudoł. Telewizja była zwycięzcą konkursu na audycję dotyczącą Unii Europejskiej.
Opis emisji z 2001 roku.
- telewizja rozsiewcza o zasięgu 25 km od Lubania

- moc nadajnika 200W

- kanał 51
Od 1 grudnia 2004 roku program docierał do blisko 100 tys. mieszkańców powiatów lubańskiego i bolesławieckiego. Emitował program "Magazyn" o 14 i 20 w niedzielę, i środy o 16 oraz 20. W czasie nadawania INFO-TEXT był nadawany sygnał Tok FM, a od godziny 20 w sobotę do godziny 14 w niedzielę retransmitowano TVP Polonię.
W 2005 roku w lubańskiej telewizji nastąpiły zmiany – w wyniku porozumienia stowarzyszenia zarządzającego „Studiem S” (powstałym z dawnego SKOTL) z inwestorem z Bolesławca nastąpiło rozszerzenie działalności telewizji na obszar okolicznych powiatów oraz zmiany nazwy na Telewizja Lubań-Bolesławiec.
W sierpniu 2008 roku zmieniono nazwę TLB na Telewizję Łużyce. Stacja zastąpiła wówczas emisję plansz poza godzinami nadawania programu lokalnego retransmisją stacji TVN. Tym samym mieszkańcy czterech powiatów: lubańskiego, bolesławieckiego, lwóweckiego i zgorzeleckiego po raz pierwszy uzyskali możliwość odbioru większości programów TVN drogą naziemną.
Do końca maja 2014 analogowo retransmitowano TVN.
Pierwotnie Telewizja Łużyce w I kwartale 2014 miała dołączyć do naziemnej telewizji cyfrowej. Ostatecznie weszła do multipleksu LX-1 12 września 2014 wraz z stacjami 4fun.tv i TV.Disco. 2 stycznia 2015 dołączył Vox Music TV, zaś trzy miesiące później do multipleksu dołączyła stacja muzyczna Stars.TV.
Telewizja w sierpniu 2019 roku zawiesiła działalność z powodu braku dziennikarzy. Stacja deklarowała powrót do nadawania, jednak do wznowienia emisji nigdy nie doszło, a koncesja została cofnięta na wniosek nadawcy.

## Nadajniki
Telewizja Łużyce 12 września 2014 roku przeszła na nadawanie cyfrowe. Do sierpnia 2015 emitowała swój sygnał z nadajnika w Nowej Karczmie.
| Nadajniki cyfrowe                         | Kanał | Częstotliwość | Moc ERP nadajnika | Polaryzacja | Kierunkowość | Kompresja wizji |
| ----------------------------------------- | ----- | ------------- | ----------------- | ----------- | ------------ | --------------- |
| Chojnów (od 7.09.2015)                    | 38    | 610 MHz       | 1 kW              | pozioma     | kierunkowa   | MPEG-4 AVC      |
| Rząsiny / Maszt T-Mobile (od 21.11.2015)  | 38    | 610 MHz       | 5 kW              | pozioma     | dookólna     | MPEG-4 AVC      |
| Jelenia Góra/Zgorzeleckia (od 21.10.2015) | 38    | 610 MHz       | 1 kW              | pozioma     | dookólna     | MPEG-4 AVC      |

## Programy TV Łużyce

### Historia
Według stanu na wrzesień 2008 Telewizja Łużyce emitowała na swojej antenie następujące programy:
- Betoniarka – program z poradami budowlanymi,
- Echa przeszłości
- Magazyn Telewizji Łużyce
- Środek tygodnia – rozmowy z gośćmi,
- Winda Kulturalna – magazyn kulturalny,
- „Ludzie mówią” – opinie mieszkańców regionu na ważne i mniej ważne tematy

Jesienna ramówka [2009] wprowadziła zmiany, dodając do ramówki telewizji Łużyce programy stacji TVN, takie jak.:
- „Gadżet Lab”
- „Trochę zdrowia”
- „SOS Uroda”
- „Maja w ogrodzie”
- „Bobby the snail”
- „Kamera STOP”
- „Portfel”

Od marca 2017 do sierpnia 2019 nadawane były programy:
| Program                     | Rodzaj                   | właściciel        | linki |
| --------------------------- | ------------------------ | ----------------- | ----- |
| Magazyn Łużyce              | program informacyjny     | TV Łużyce         |       |
| Magazyn Legnica             | program informacyjny     | Dami              |       |
| Reportaże Jelenia Góra      | program informacyjny     | Strimeo           |       |
| Echa Przeszłości            | program popularnonaukowy | TV Łużyce         |       |
| Na zdrowie                  | poradnikowy              |                   |       |
| Nie jesteś sam              |                          |                   |       |
| Mama najlepszy zawód        | poradnikowy              | Ntl               |       |
| Szkoda Gadać                | talk-show                | TV Bogatynia      |       |
| Lista Śląskich Szlagierów   | program muzyczny         | PROBOX Sp. z o.o. |       |
| Reportaż - dom dla seniorów |                          |                   |       |
| Przebój na dziś             | program muzyczny         |                   |       |
| TV Okazje                   | telesklep                | Telewizja Polsat  |       |